# Umeå Plant Science Centre

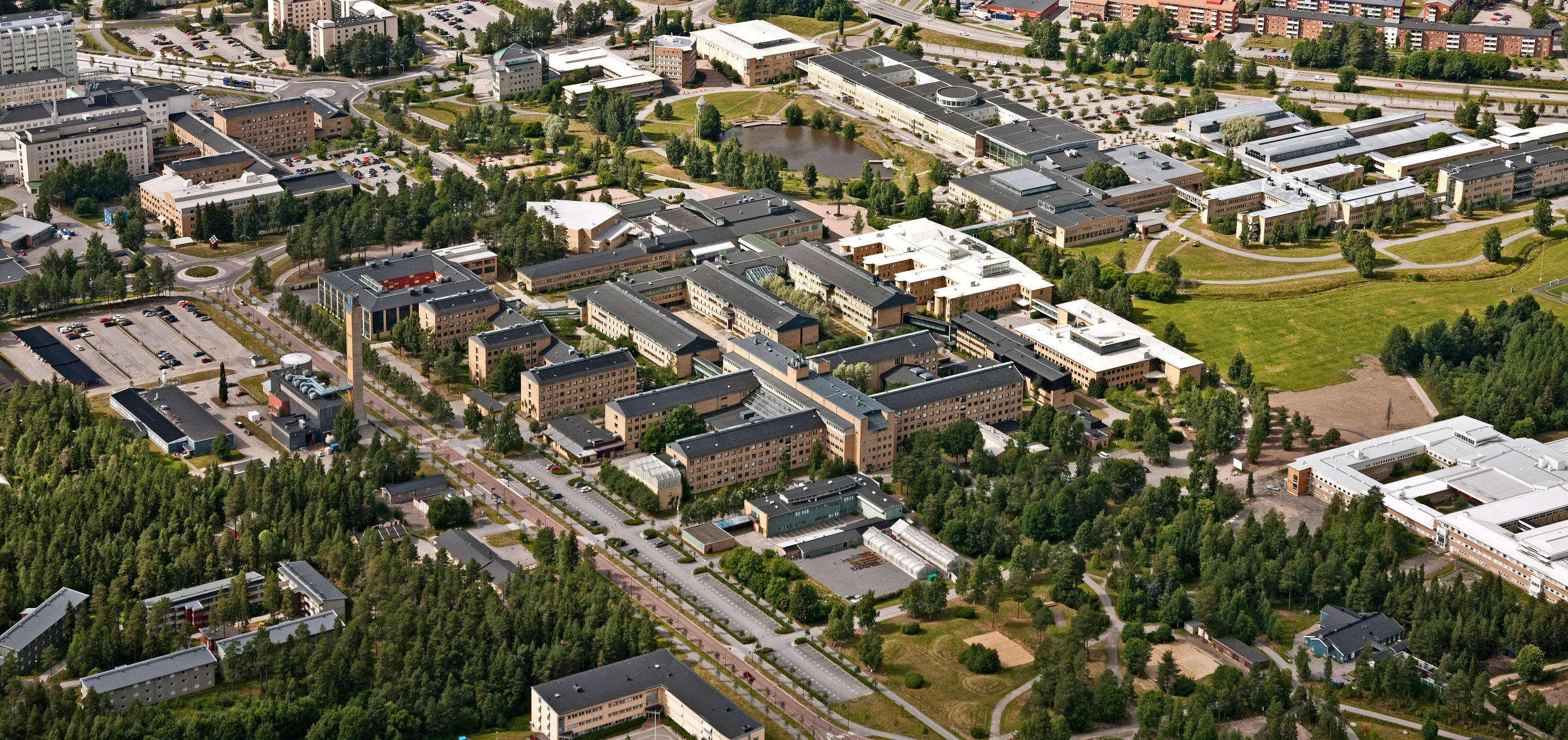
Umeå Plant Science Centre i KBC-huset vid Umeå universitet (centralt i bilden). I högerkant syns Sveriges Lantbruksuniversitet

Umeå Plant Science Centre, UPSC, är ett centrum för experimentell växtforskning och bildades 1999 som ett samarbete mellan institutionen för skoglig genetik och växtfysiologi vid Sveriges lantbruksuniversitet och institutionen för fysiologisk botanik vid Umeå universitet. 
UPSC har sedan 2005 varit värd för ett ”center of excellence”, ett av fyra Berzelii center som finansierats av Vetenskapsrådet och Vinnova, och en av Europas mest framstående forskningsmiljöer för växtforskning.
I juni 2016 beviljade Vinnova medel för ytterligare fem år (2017–2021), för det som nu kallas UPSC Centrum för skogsbioteknik (UPSC Centre for Forest Biotechnology) . Centret har sex industriella partners: Sveaskog, Holmen Skog, Bergvik Skog, Stora Enso, Skogforsk och det gemensamma företaget SweTree Technologies..
2013 blev forskare från UPSC och SciLifeLab i Stockholm – ett samarbete mellan KTH, Stockholms universitet, Karolinska institutet och Uppsala universitet – först i världen att kartlägga granens genom, något som dittills inte varit möjligt, då granens arvsmassa är sju gång större än människans.